# Rue d'Or
La rue d'Or (en alsacien : Goldgiesse) est une rue de Strasbourg située dans le quartier Bourse - Esplanade - Krutenau. Faisant face à la cathédrale, mais de l'autre côté de l'Ill, elle va du 18, quai Saint-Nicolas à la place de l'Hôpital (Strasbourg). Elle a été coupée en deux tronçons par la rue de la Première-Armée, dans le cadre de la Grande-Percée, au cours des années 1930. La petite rue (de) Graetel y a été incorporée. 

## Histoire
L'existence d'un Goldgiessen (« fossé d'or ») est attestée en 1163, 1427, 1580, 1587. Selon l'historien Adolphe Seyboth, dans le vieux Strasbourg, les ruelles un peu plus larges que les autres empruntaient souvent le sillon de très anciens fossés ou cours d'eau. Celui -ci se jetait dans l'Ill, un bras du Rhin (Krummer Rhein), et dont le sable charriait, semble-t-il, des paillettes d'or – d'où son nom.
Par la suite, la voie porte successivement différents noms, en allemand ou en français : rue de la Pomme d'Or (1764), écluse d'Or (1765), rue d'Or ou quartier des Charrons (1786, 1817), rue des Fêtes nationales (1794), fossé de la Pomme d'Or (1803), quai des Charrons (1806), rue d'Or (1849, 1918, 1945), Goldgiessen (1872, 1940).
Des plaques de rues bilingues, à la fois en français et en alsacien, sont mises en place par la municipalité à partir de 1995. C'est le cas du Goldgiesse.

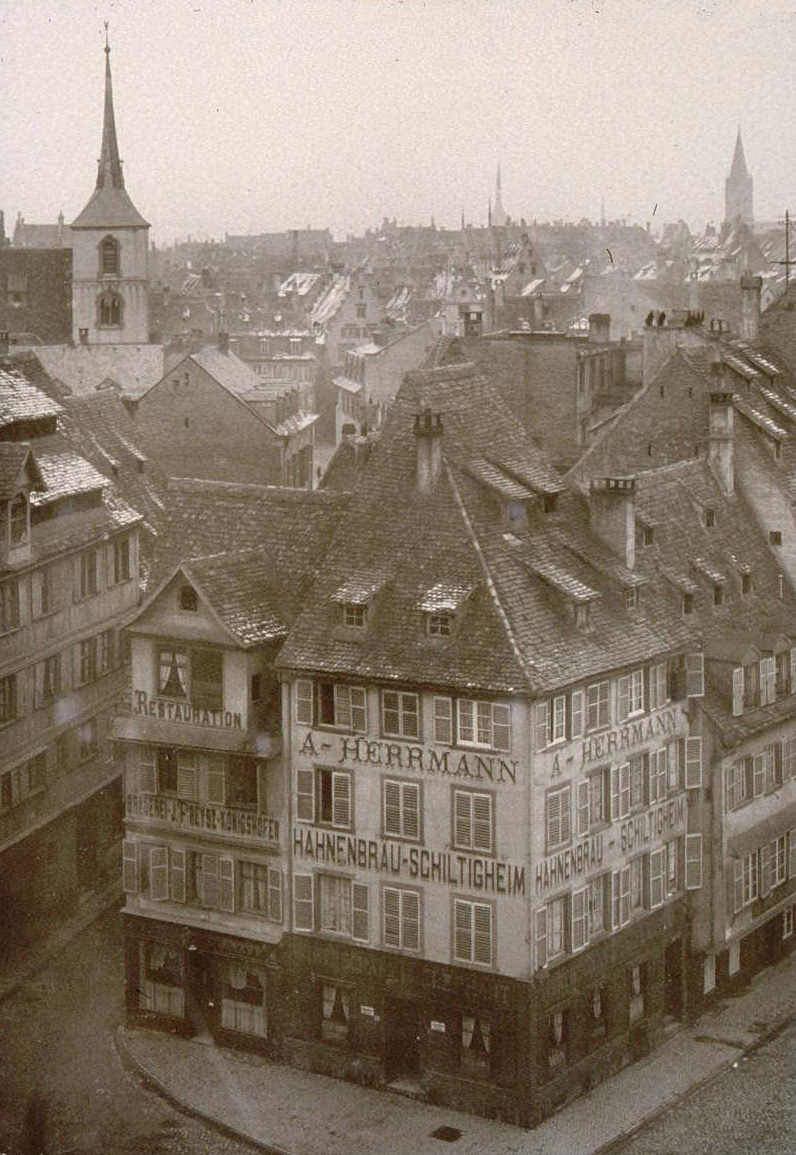
Début du XXe siècle.
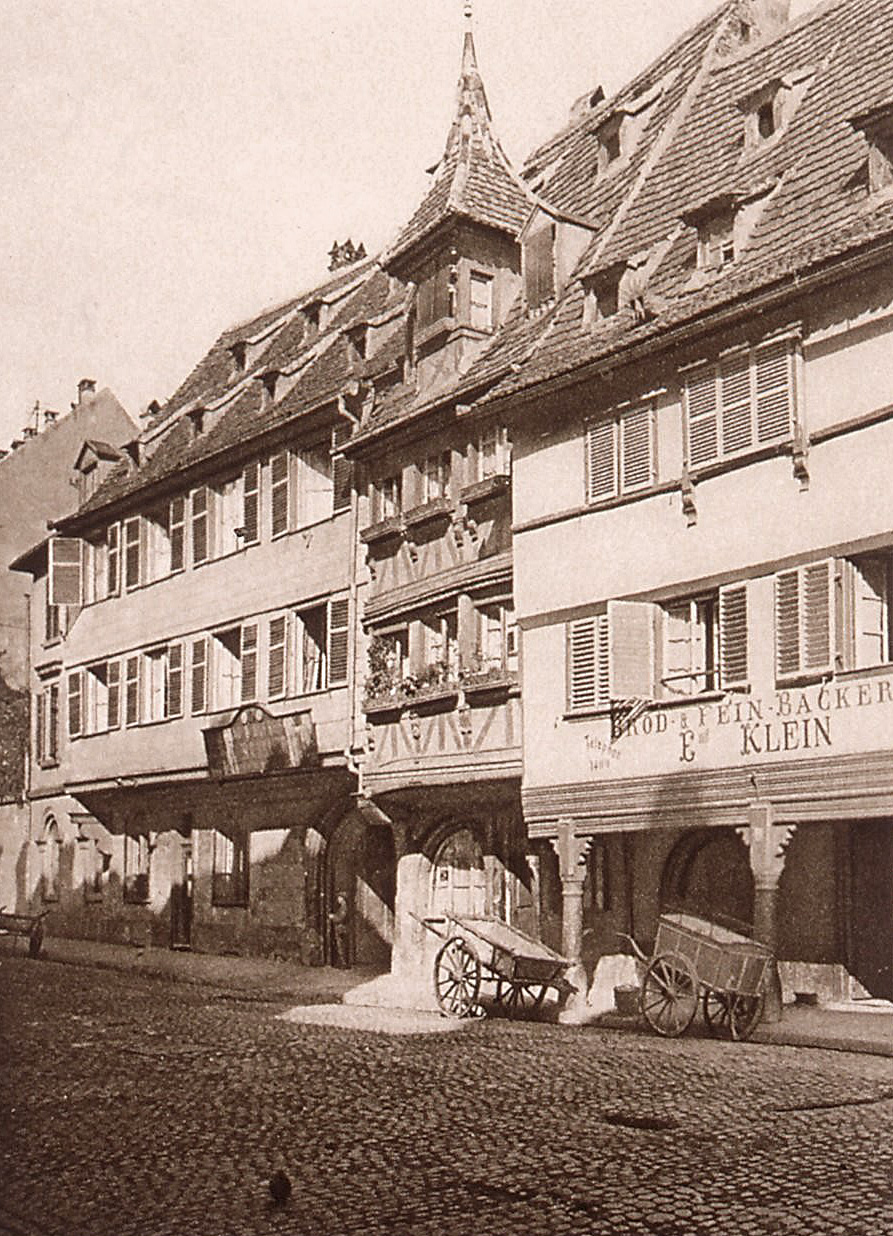
1914.
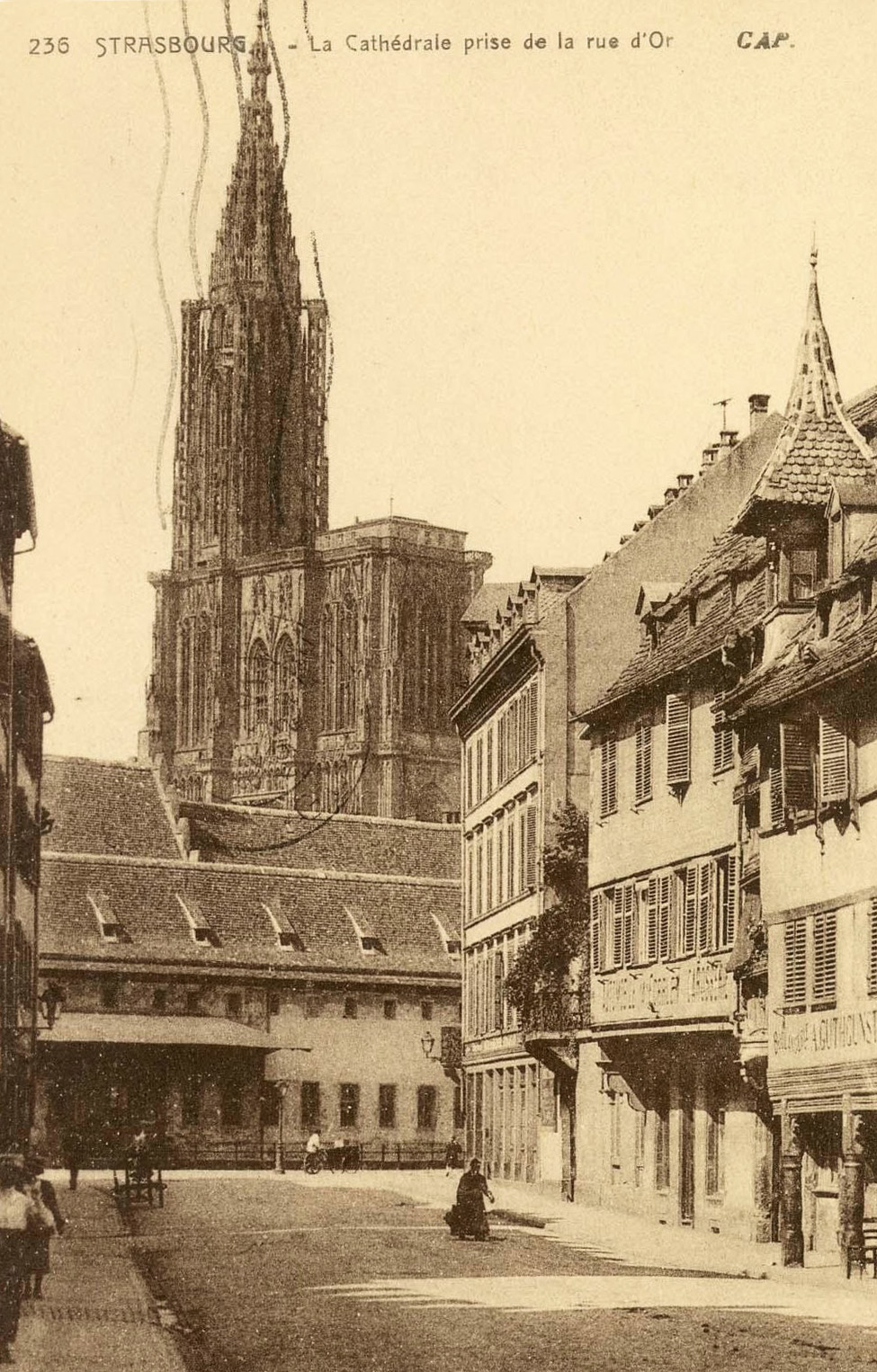
1940.

## Bâtiments remarquables
La restructuration du quartier au moment de la Grande-Percée a conduit à la démolition de plusieurs maisons, au déplacement de l'une d'entre elles, et, plus généralement, à une renumérotation partielle de la rue, les édifices les plus remarquables se trouvant plutôt du côté pair.

### Numéros impairs
- no 1 : Le vaste immeuble néoclassique qui fait l'angle avec le 18, quai Saint-Nicolas remplace depuis 1849 une ancienne maison médiévale à pignons crénelés, visible sur certaines lithographies ou dessins de l'époque. Au XIVe siècle elle abrite l'hôtellerie Zum Nesselbach, que posséda pendant quelques années la famille du poète humaniste Sébastien Brant, qui y vécut entre 1501 et 1521, comme le rappelle une plaque apposée sur le quai. Lui-même serait né en 1547 (ou 1548 selon les sources) dans la rue d'Or[6].
À l'achèvement du nouvel immeuble, Louis Pasteur, qui vient d'être nommé professeur de chimie à l'université de Strasbourg et de se marier[7], s'y installe et y réside jusqu'en 1854[8].
- no 7 : Au moment des projets en vue de la Grande-Percée des années 1930, le rapport de la Kunstkommission, à laquelle participe notamment Fritz Beblo, recense parmi les bâtiments promis à la démolition les quelque 33 maisons présentant un intérêt artistique, mais très peu seront sauvées[9]. Le no 7 de la rue d'Or fait figure d'exception. En effet, on aperçoit sur un dessin d'Émile Schweitzer de 1894 et sur plusieurs photographies anciennes, la maison à colombages du début du XVIIe siècle, à encorbellement et à petite tourelle, qui se trouvait à cet endroit. En 1936, elle est déplacée au no 4 de la rue du Maroquin, où elle abrite désormais une section du musée de l'Œuvre Notre-Dame[10].
- Les nos 15, 19 et 21 se trouvent de l'autre côté de la rue de la 1re Armée. Le 21, construit en 1769 pour le maréchal-ferrant Jean Paul Grucker, est doté d'une façade caractéristique du XVIIIe siècle, avec, notamment, des étages séparés par des bandeaux et une moulure arquée surmontant la fenêtre du premier étage[11]. La rue d'Or est ensuite interrompue par la ruelle de la Farine, avant de déboucher sur la rotonde de l'ancienne école de Médecine sur la place de l'Hôpital.

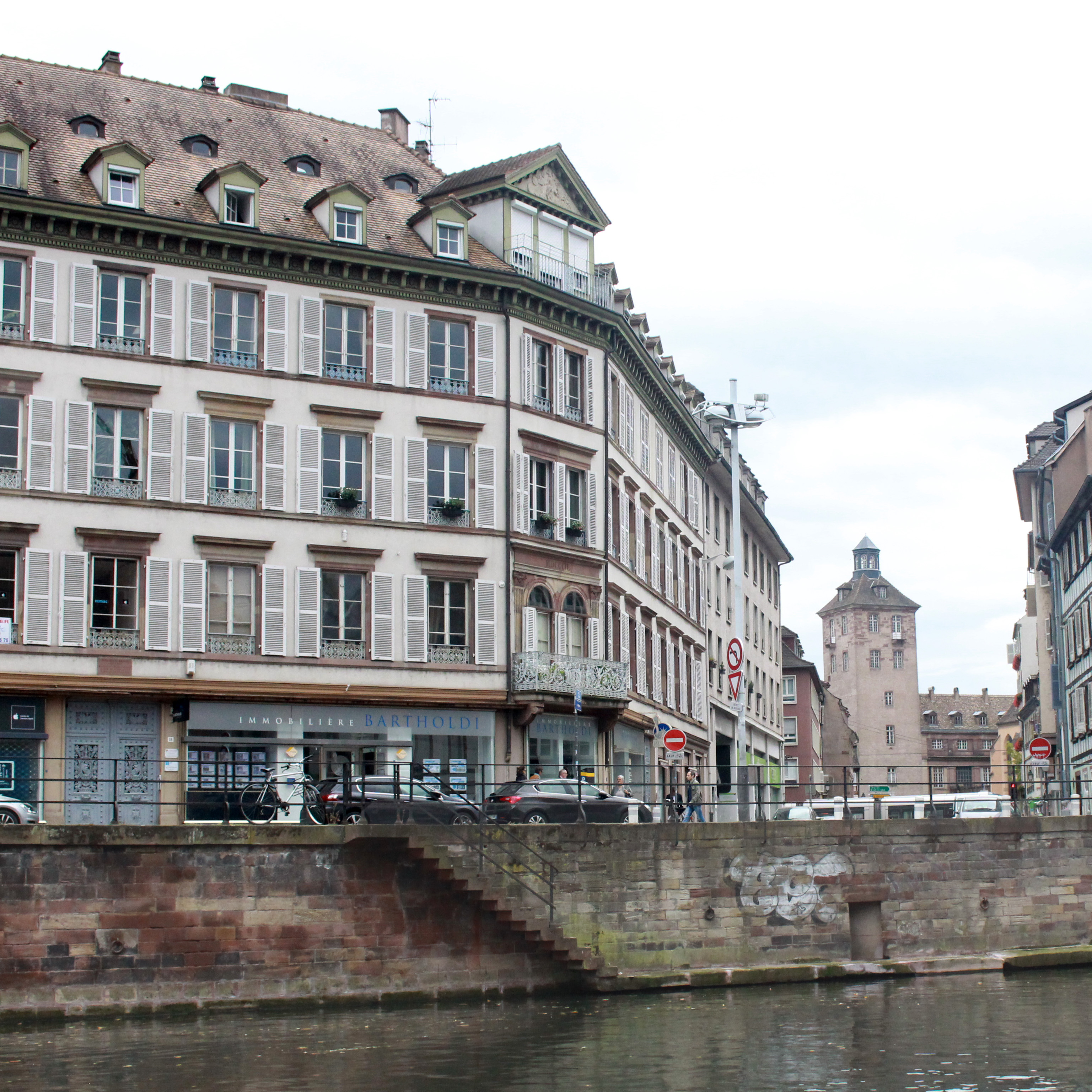
no 1, à l'angle du 18, quai Saint-Nicolas.
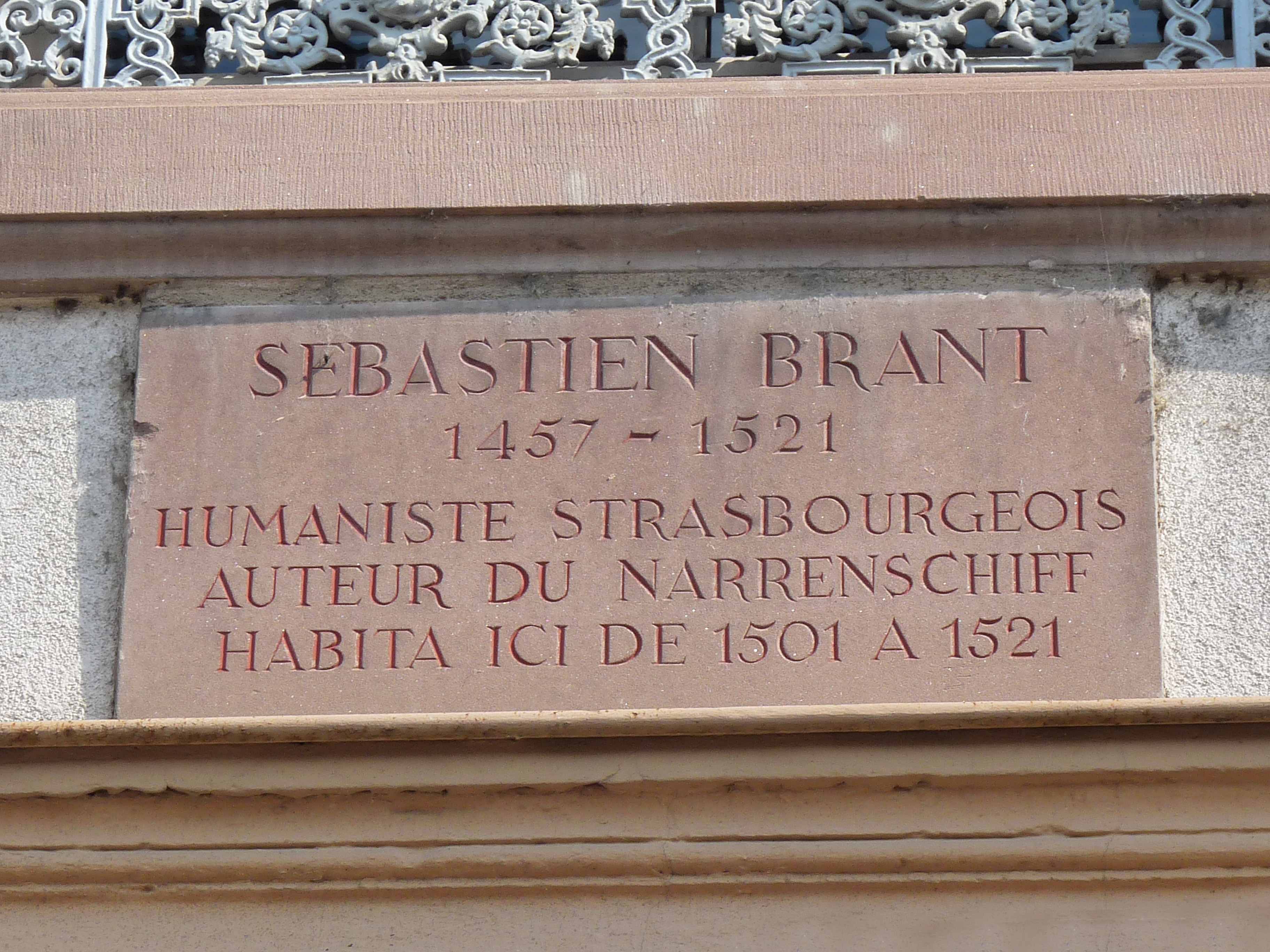
Plaque commémorative Sébastien Brant sur le quai.
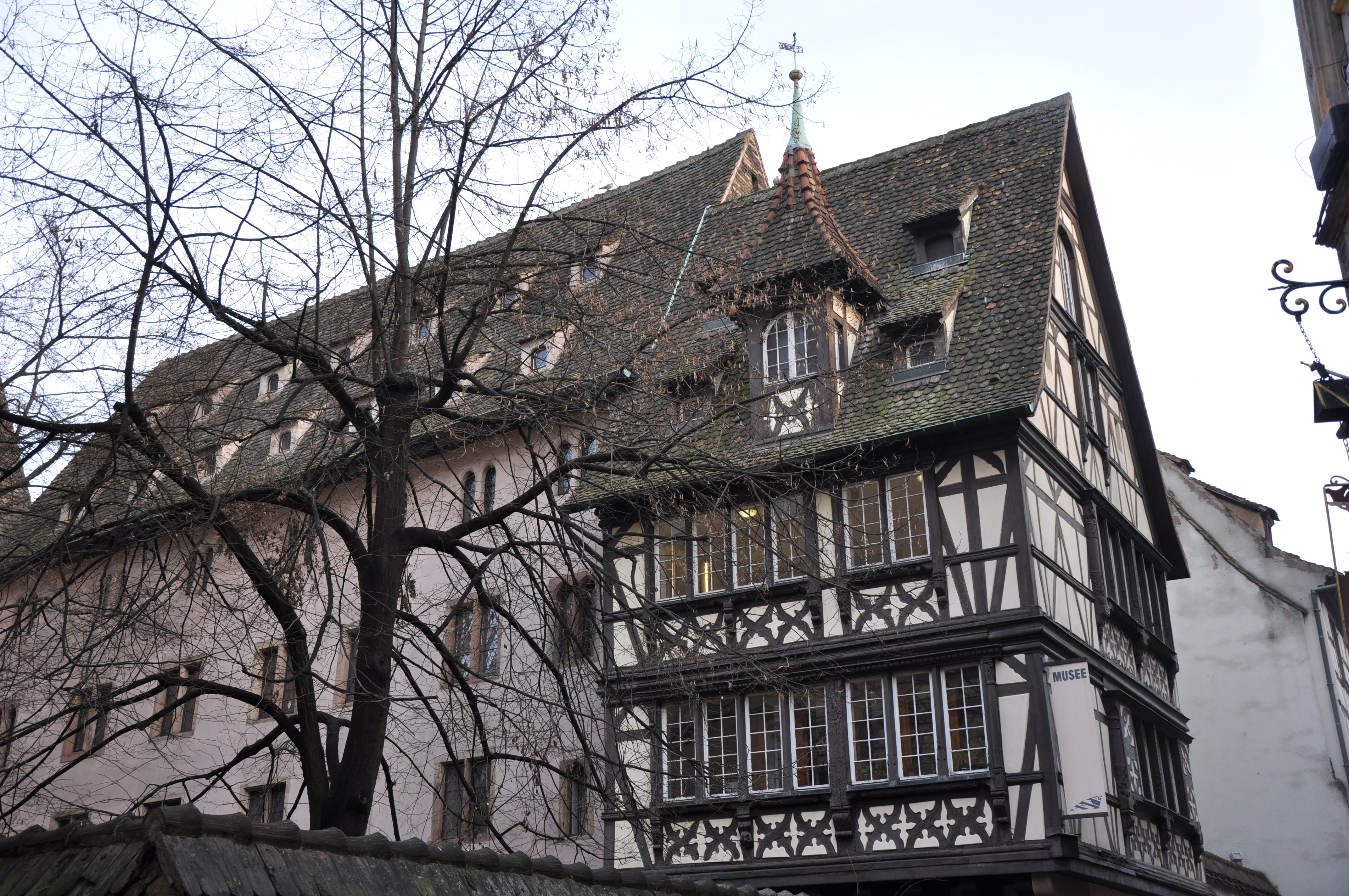
L'ancien no 7, déplacé dans la rue du Maroquin.
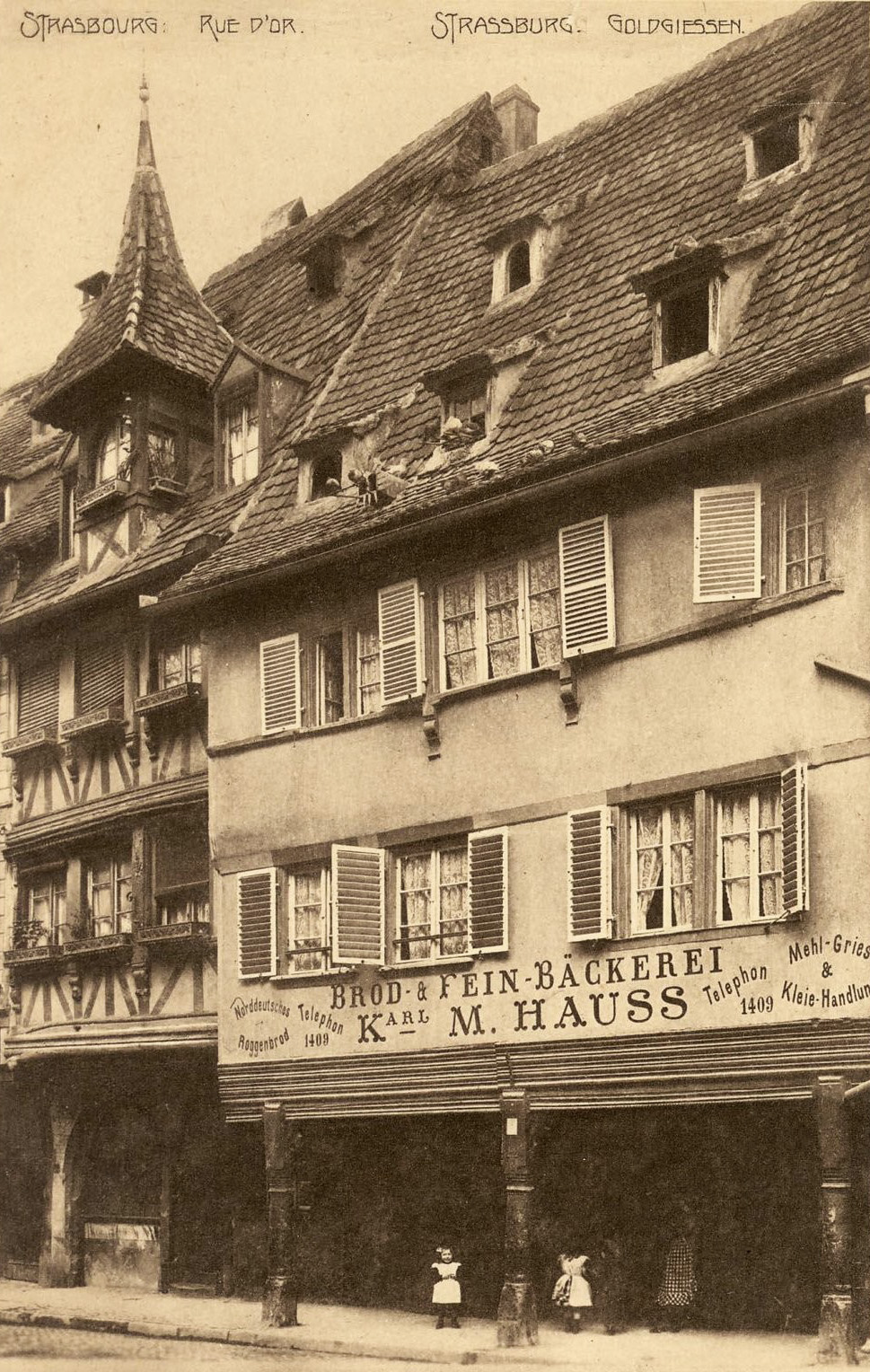
Le no 9, démoli.
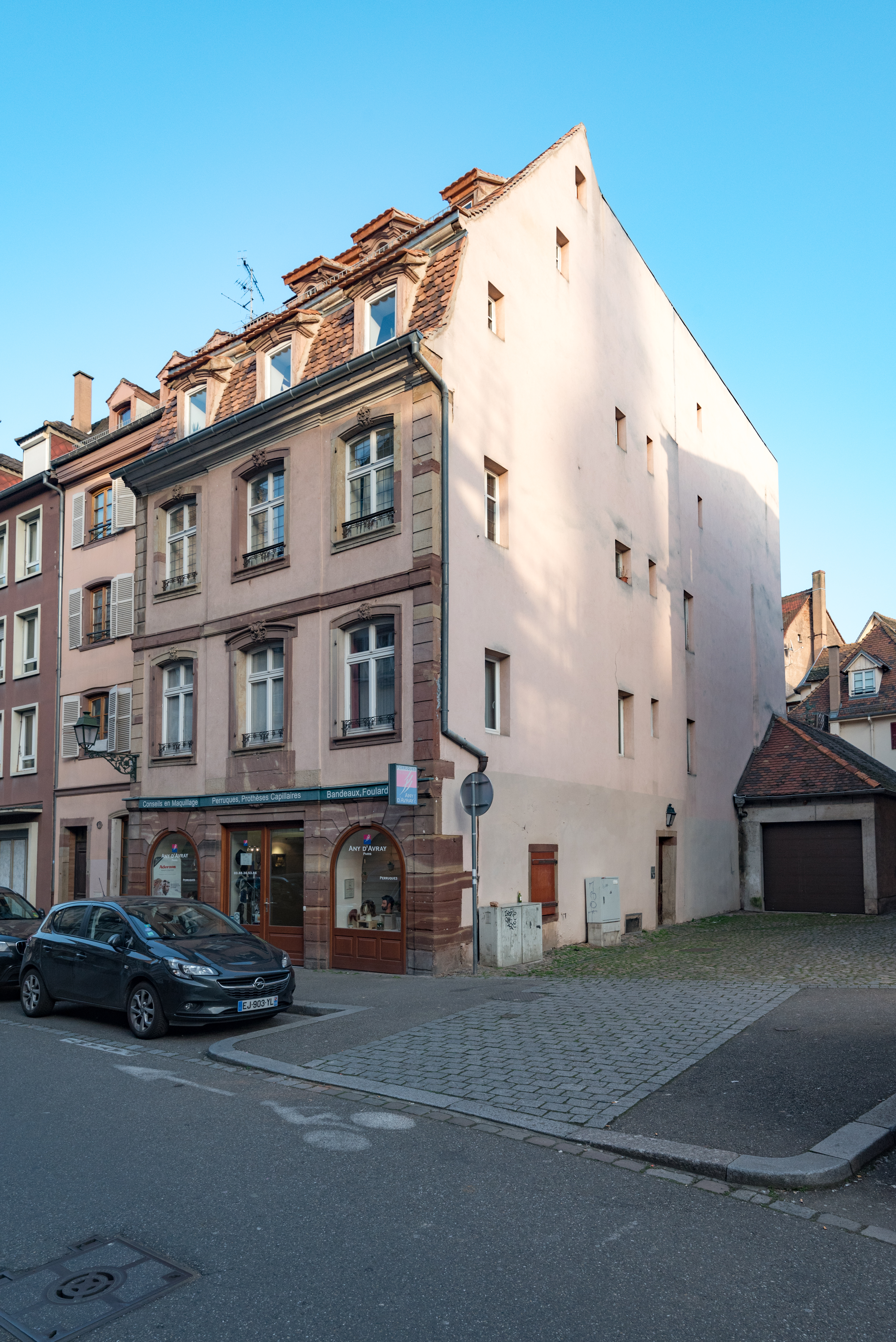
Le no 21, à l'angle de la ruelle de la Farine.

### Numéros pairs
- no 2 : La date de construction de cet édifice à colombages, à l'angle du no 17 du quai Saint-Nicolas, est incertaine, mais l'emplacement est cité dès 1575 par Adolphe Seyboth[12].
- no 8 : L'ancienne maison fait partie de celles qui ont été démolies. Elle a été remplacée par un ensemble immobilier construit dans la deuxième partie des années 1960[13].
- nos 12, 14 et 16 : Ces maisons faisaient partie de la petite rue (de) Graetel, incorporée dans la rue d'Or[2].
- no 16 : La façade de cette maison de 1771, qui appartenait à Georges Christophe Freisinger, maître maçon,  est caractéristique de l'architecture du XVIIIe siècle[14]. Cet immeuble, dont le troisième étage est mansardé, compte trois travées de fenêtres, chaque niveau étant aligné sur ceux du no 18, avec des corniches à la même hauteur[15].
- no 18 : Cette maison de 1746, qui appartenait à Jean Henri Reinbold, maître maçon, est également caractéristique du XVIIIe siècle[14], en particulier la porte cochère centrale à encadrement de grès à refends et le chaînage latéral qui s'interrompt au-dessus du rez-de-chaussée[16].
- no 20 : De la même période, la maison possède des fenêtres à crossettes[1].
- no 24 : La maison à pans de bois des XVIIe – XVIIIe siècle possède cependant un élément daté de 1600 dans la courette, ainsi qu'un escalier à vis[1].
- no 26 : Réunie à la maison précédente, cette bâtisse donnant sur la place de l'Hôpital constitue un ensemble hôtelier, créé en 1958 sur l'emplacement d'un ancien estaminet[17], que l'on aperçoit sur des photographies du début du XXe siècle.

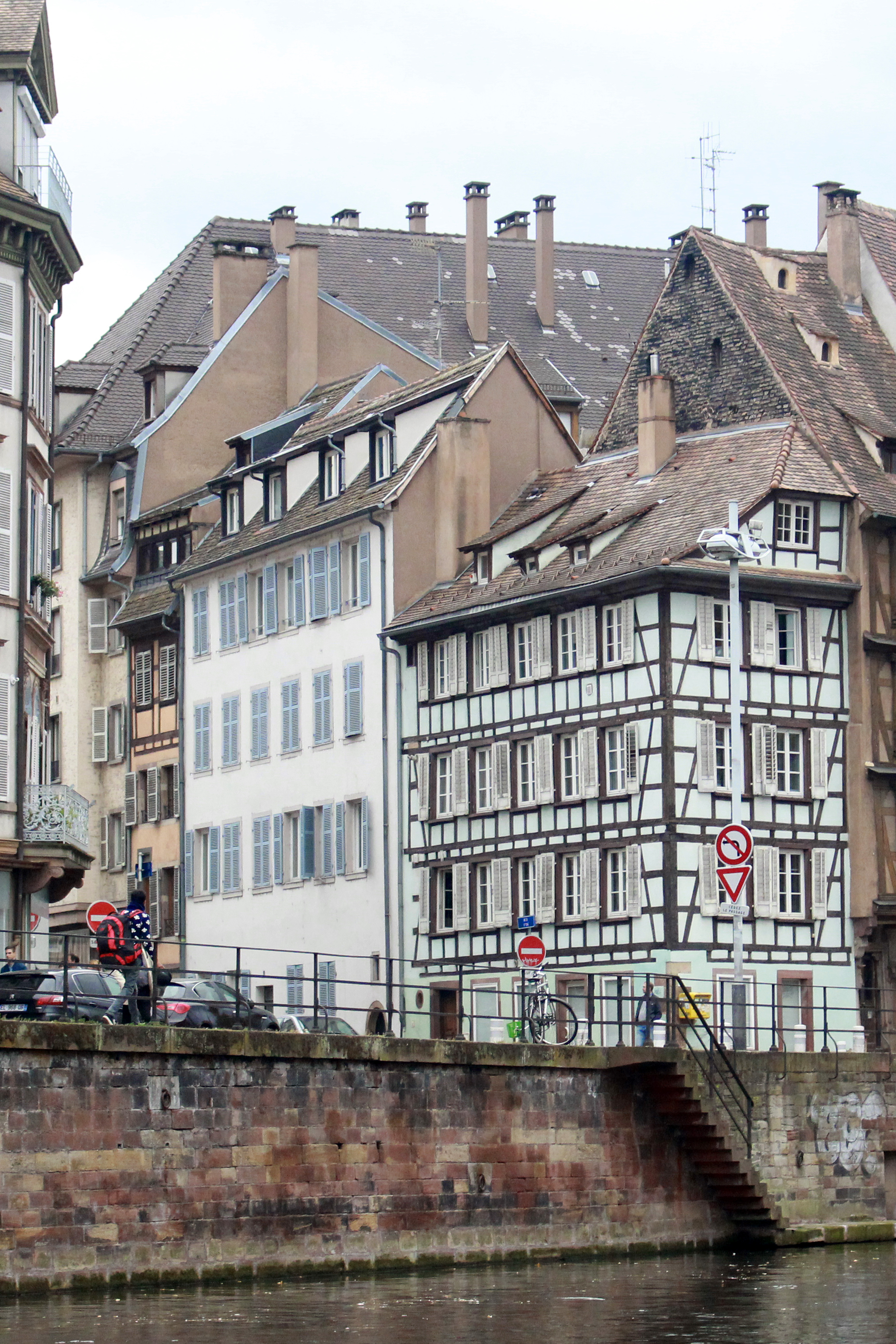
De droite à gauche, les nos 2, 4 et 6.
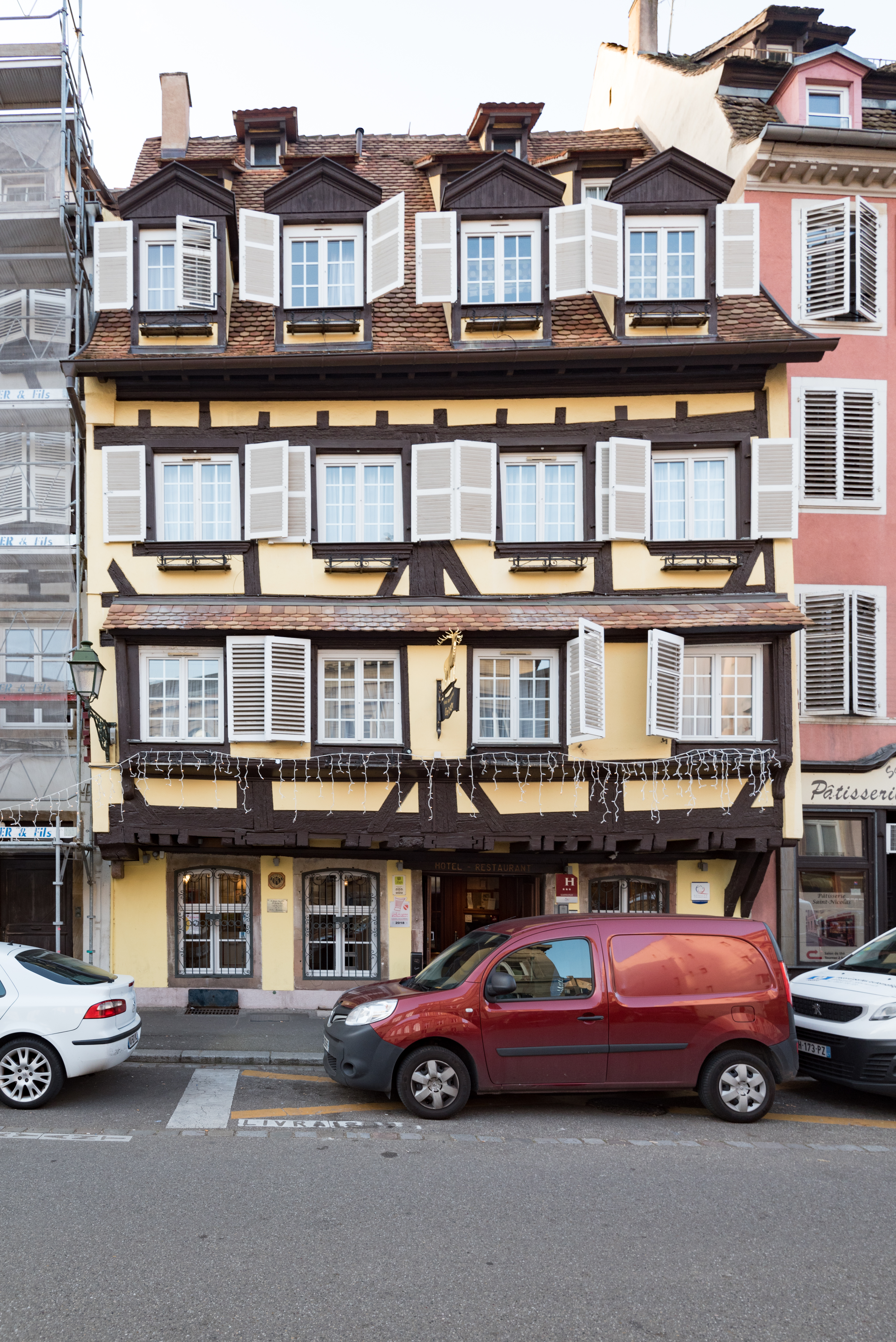
Façade du no 24.
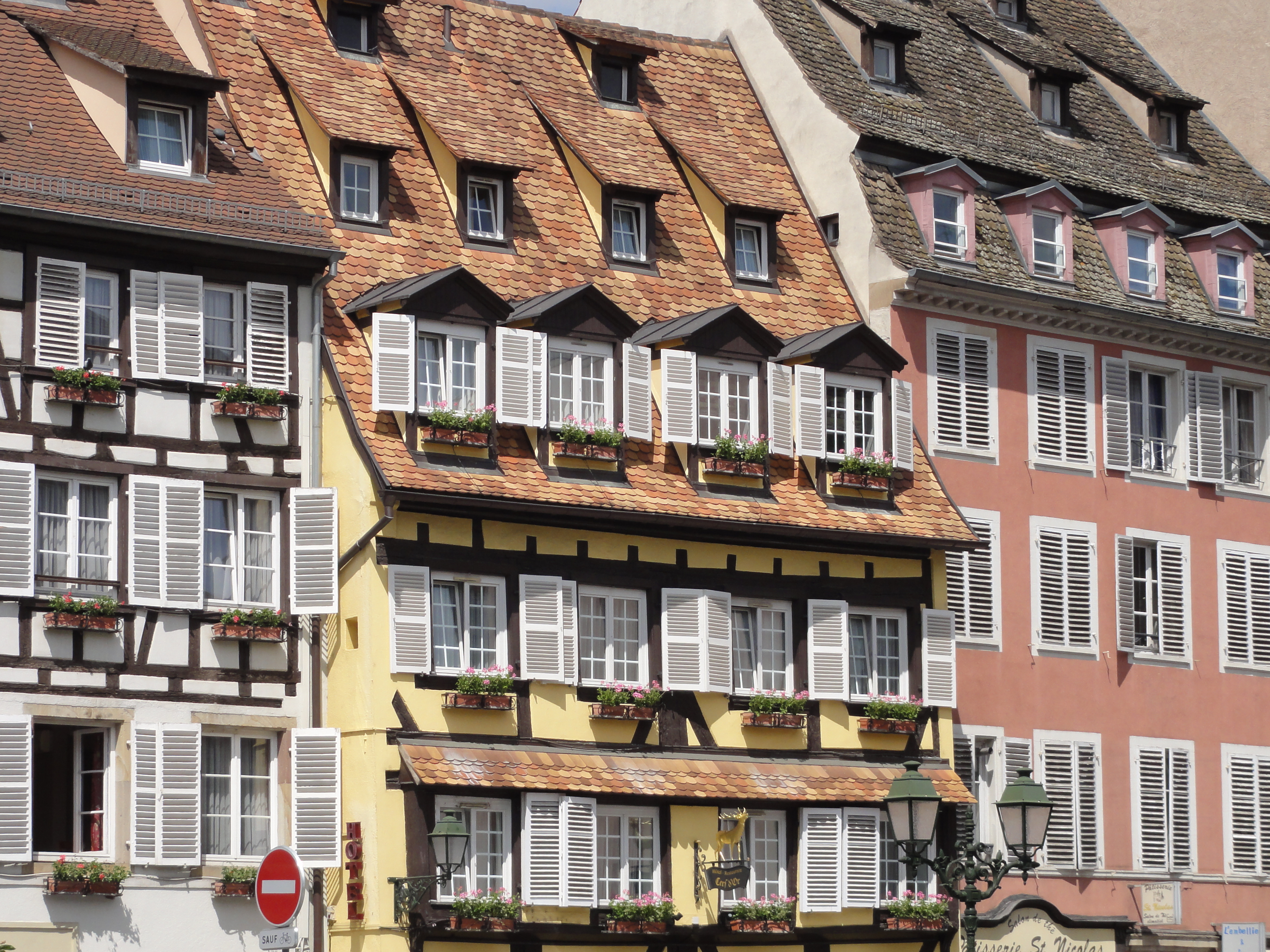
Fenêtres et toitures des nos 22, 24 et 26.

## Représentations d'artistes
La rue d'Or a inspiré dessinateurs, peintres et photographes, éditeurs de cartes postales et de calendriers. Il s'agit parfois d'un panorama en direction de la tour-porte de l'Hôpital, mais c'est surtout la perspective vers la flèche de la cathédrale qui constitue une représentation classique du vieux Strasbourg. C'est le cas notamment du peintre Lothar von Seebach qui, au début des années 1880, avait installé son atelier dans la tour, d'où il apercevait la rue. Cet endroit devient, au cours des 50 années suivantes, un lieu de rencontre d'artistes et de savants.

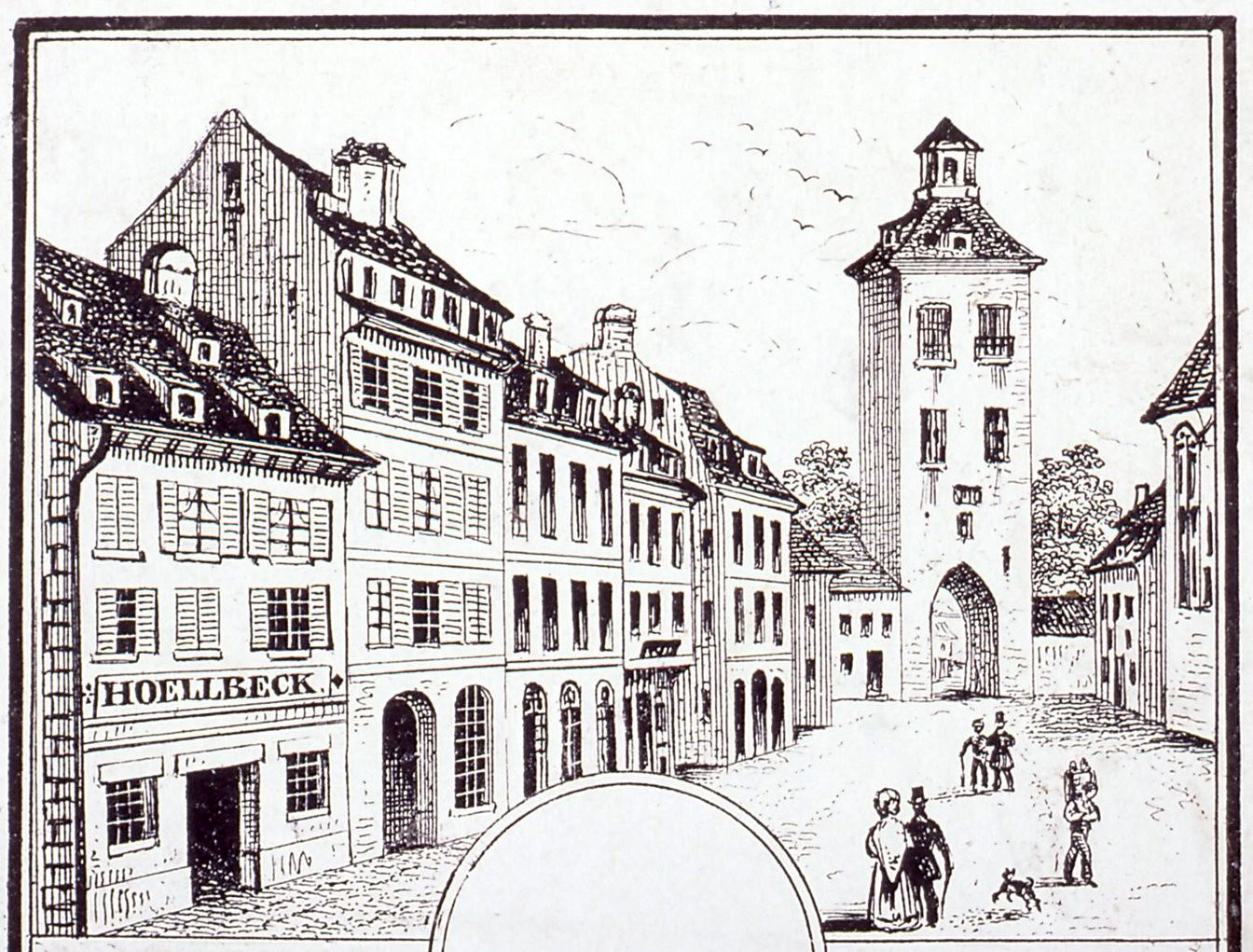
Rue d'Or et porte de l'Hôpital, vers 1850.
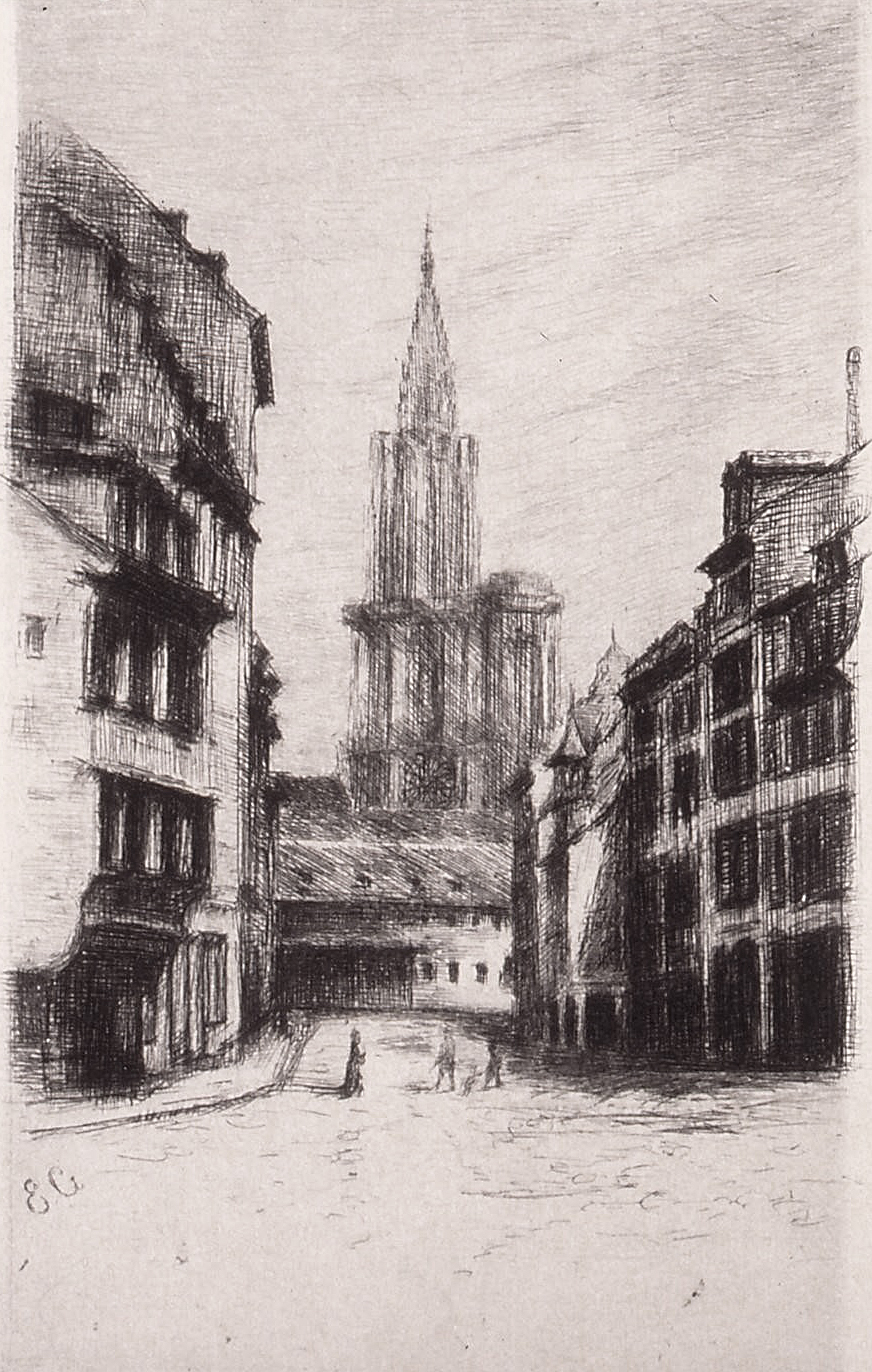
Élise Gérold (1880)
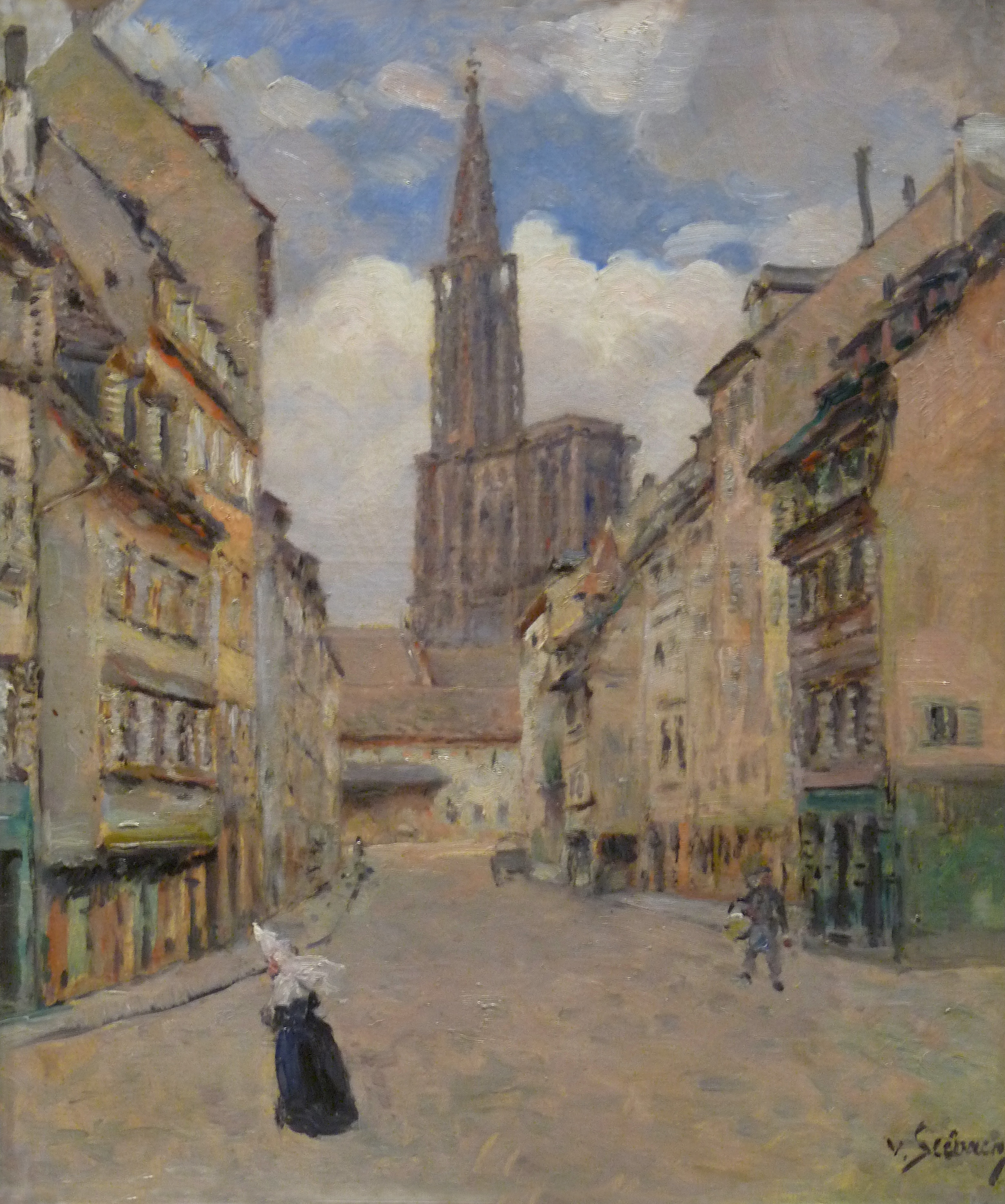
Lothar von Seebach (fin du XIXe siècle).
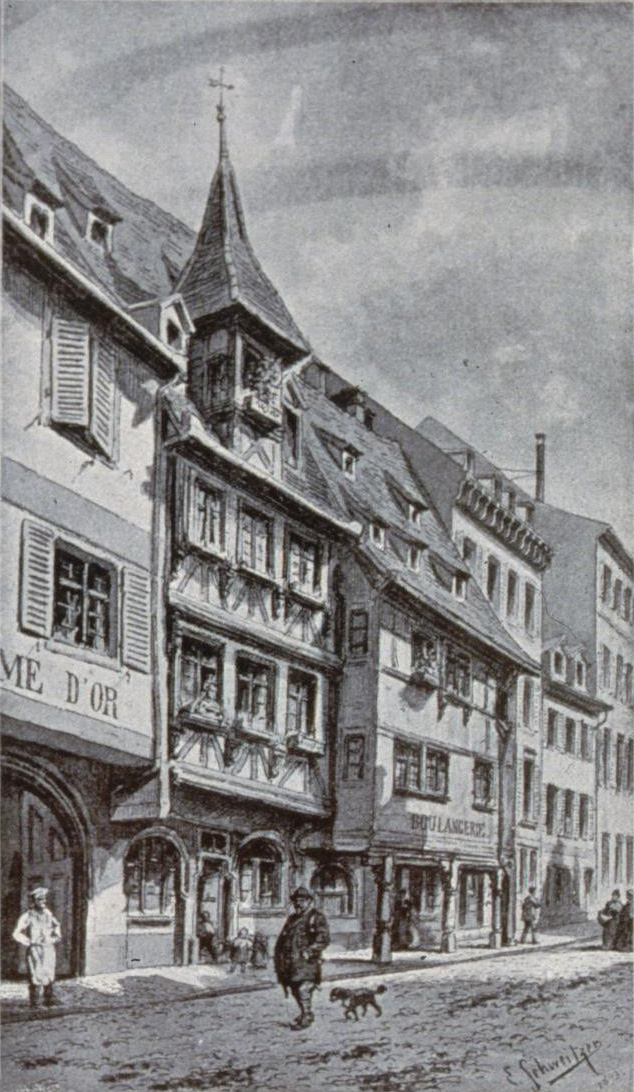
Émile Schweitzer (1894).
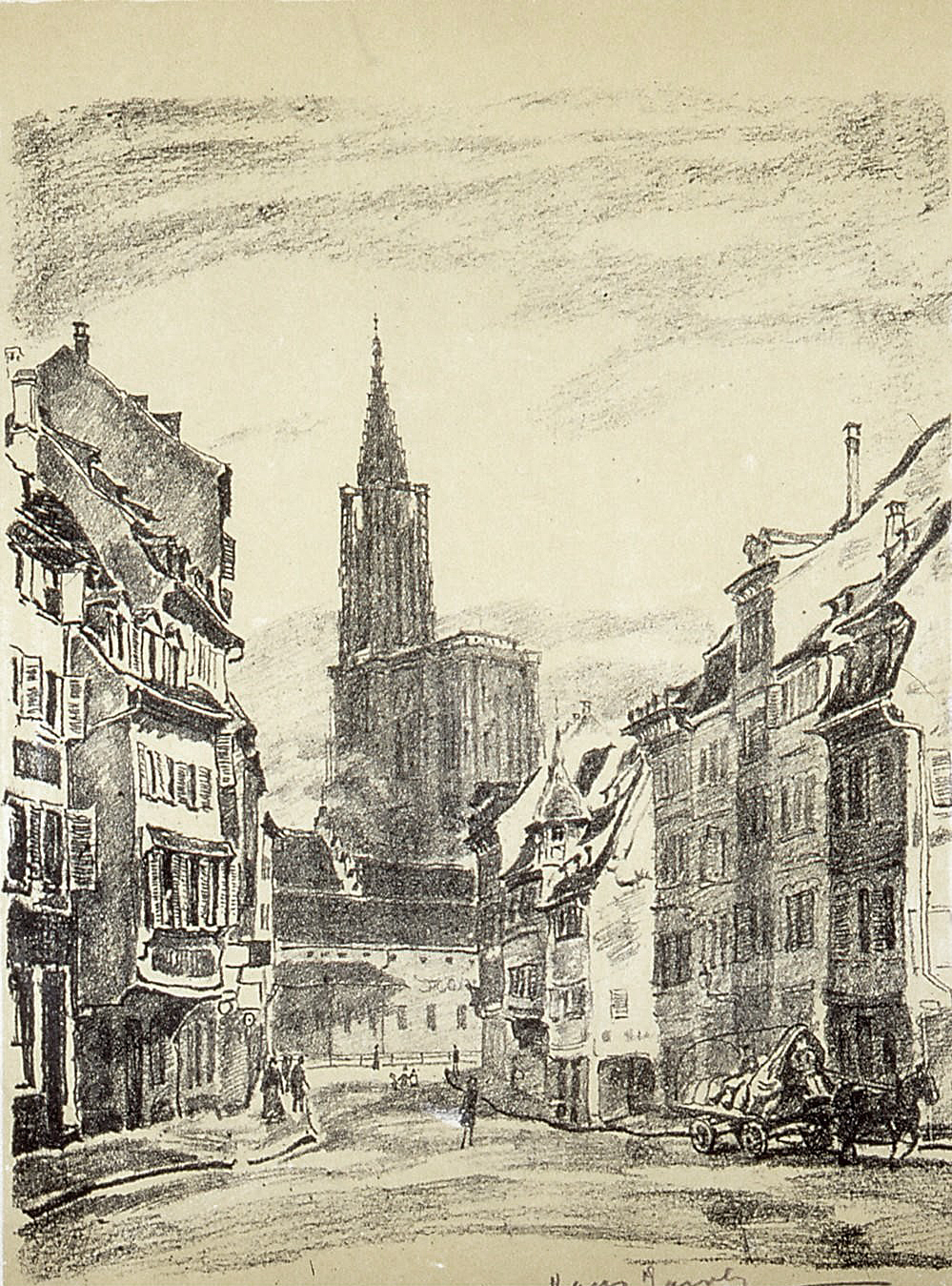
Jean Jacoby (1917).
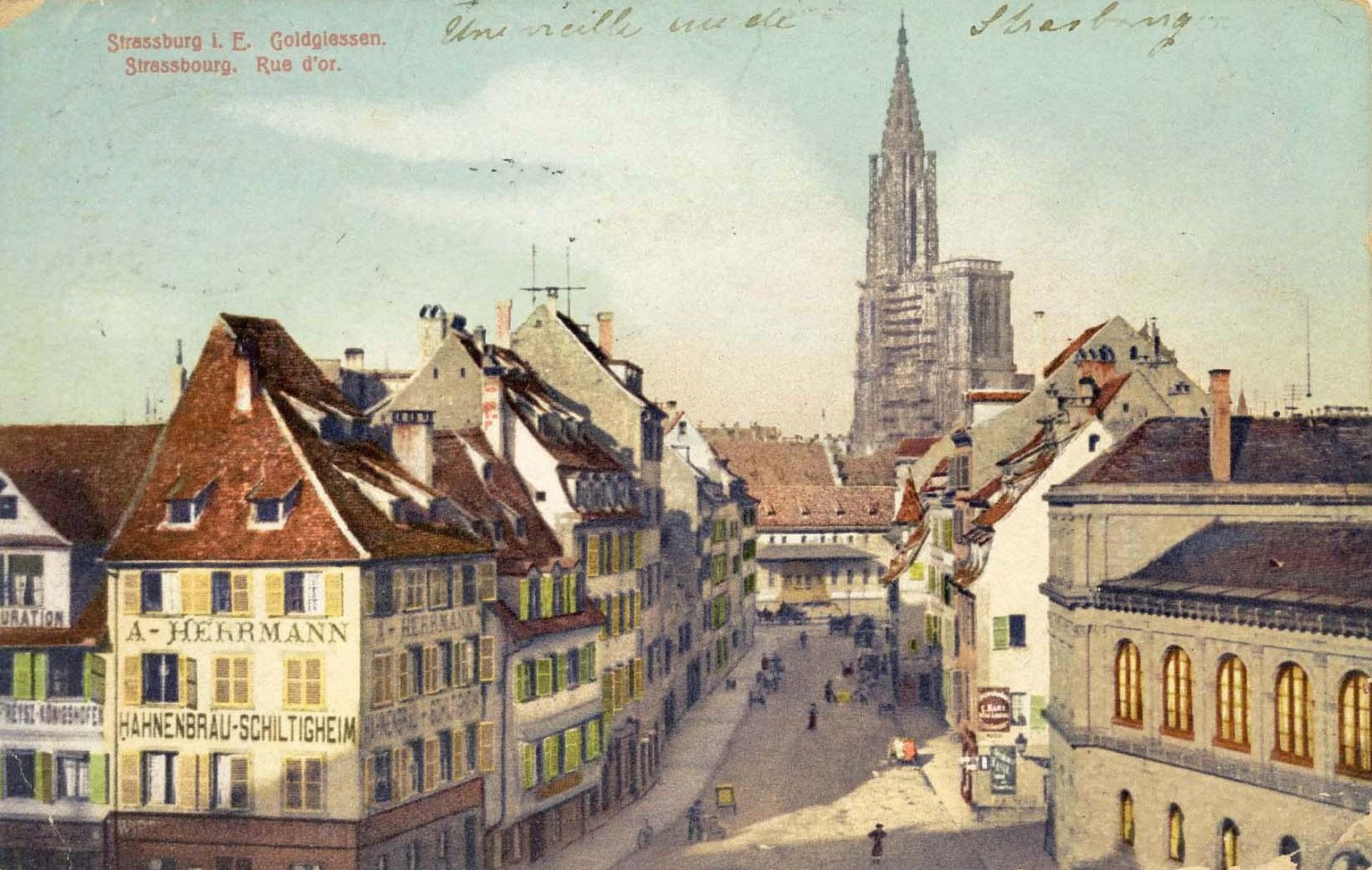
Félix Luib (carte postale, 1920).
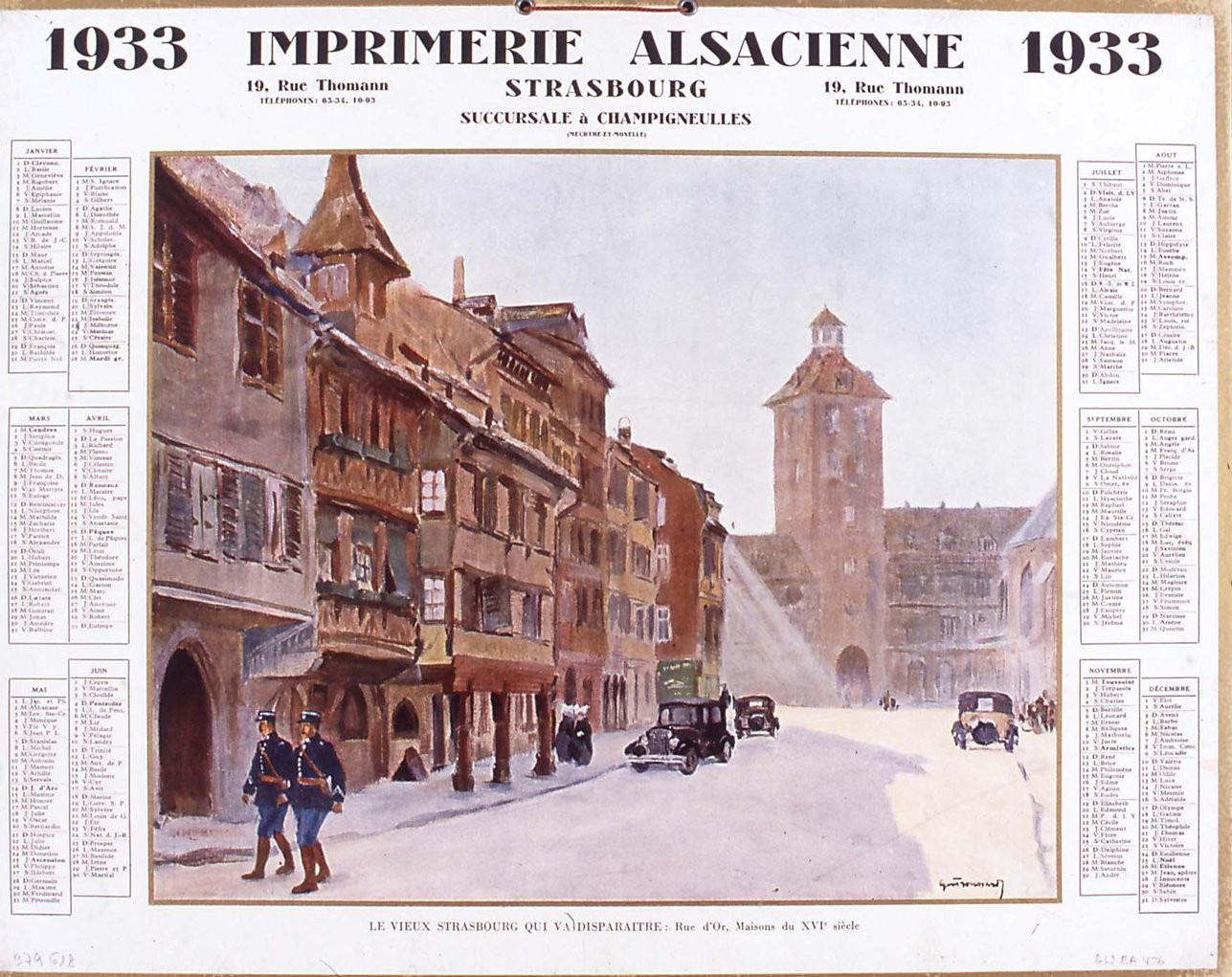
Calendrier 1933.